# Helius (Helius) pallidipes
Helius (Helius) pallidipes is een tweevleugelige uit de familie steltmuggen (Limoniidae). De soort komt voor in het Neotropisch gebied.